# Ypsolopha falcella
Ypsolopha falcella là một loài bướm đêm thuộc họ Ypsolophidae. Loài này có ở miền bắc và Trung Âu và Nga.
Sải cánh dài 17–20 mm.
Ấu trùng ăn các loài Lonicera.